# Downsville (Wisconsin)
Downsville es un lugar designado por el censo (en inglés, census-designated place, CDP) ubicado en el condado de Dunn, Wisconsin, Estados Unidos. Según el censo de 2020, tiene una población de 188 habitantes.

## Geografía
La localidad está ubicada en las coordenadas 44°46′30″N 91°55′43″O / 44.77500, -91.92861. Según la Oficina del Censo de los Estados Unidos, tiene una superficie total de 1.95 km², de la cual 1.93 km² corresponden a tierra firme y 0.02 km² están cubiertos de agua.

## Demografía
Según el censo de 2020, hay 188 personas residiendo en la localidad. La densidad de población es de 100 hab./km². El 97.9% de los habitantes son blancos, el 0.5% es afroamericano, el 0.5% es de otra raza y el 1.1% son de una mezcla de razas. Del total de la población, el 1.6% son hispanos o latinos de cualquier raza.